# Senenmut
Senenmut († um 1460 v. Chr.) war ein hoher altägyptischer Beamter und Baumeister des Neuen Reichs. Er war einer der einflussreichsten Beamten unter der regierenden Königin (Pharaonin) Hatschepsut und wahrscheinlich verantwortlich für bedeutende Bauprojekte ihrer Regierungszeit. 

## Herkunft

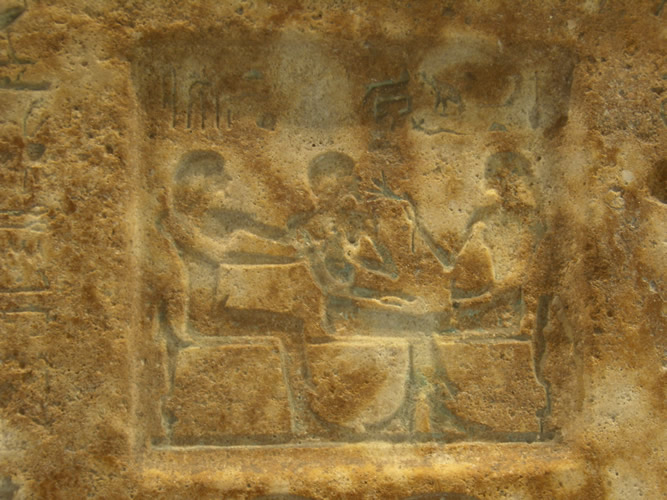
Ramose (links), Senenmut (Mitte) und Hatnofer (rechts) auf der Scheintür des Senenmut

Er war der Sohn von Ramose und Hatnofer aus Armant, ca. 25 km südlich von Theben gelegen, und eher aus mittleren Verhältnissen kommend. Sein Vater trägt auf den erhaltenen Monumenten nur den Titel zab, bei dem es sich eher um eine postume Ehrenbezeichnung handelt. Seine Mutter führt den Titel Herrin des Hauses. Drei Brüder sind namentlich bekannt. Es handelt sich um Amenemhat, Minhotep und Pairy. Die Namen zweier Schwestern sind überliefert: Ahhotep und Nofrethor. Es gibt keine Belege dafür, dass Senenmut jemals verheiratet war.

## Karrierebeginn
Unter Amenophis I. und Thutmosis I. war er wahrscheinlich zuerst Priesterschüler und anschließend Offizier, ehe er Beamter wurde. Im weiteren Laufe seines Lebens erlangte Senenmut sehr viele hohe Funktionen und Titel. So wurde er z. B. der „Vermögensverwalter des Amun“. Damit trug er die Verantwortung für den gesamten Besitz des Amun-Tempels in Karnak und zusätzlich sämtlicher angeschlossenen Tempel, mit allen Vorräten an Edelmetall und Edelsteinen, Ländereien, Viehherden, und sonstigen Wirtschaftsbetrieben. Laut Dorman (1988) sind insgesamt 88 weitere Titel belegt, wobei davon auszugehen ist, dass Senenmut die nicht alle zugehörigen Funktionen ausgeführt hat. Eine imponierende Selbstdarstellung war auch im alten Ägypten nicht unbekannt.

## Unter Hatschepsut

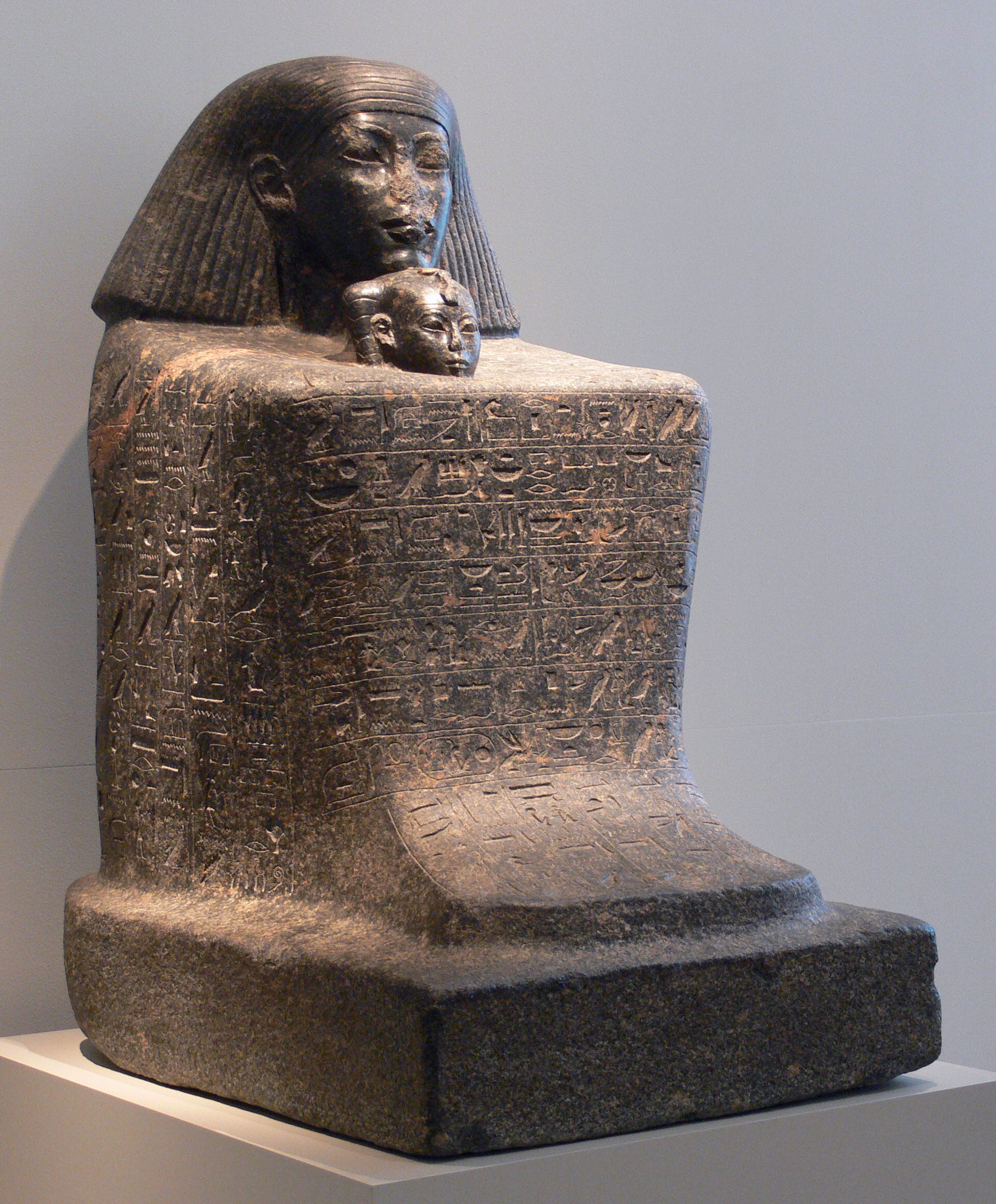
Würfelhocker des Senenmut mit Hatschepsuts Tochter Neferu-Re vor sich, Theben/Karnak, um 1475 v. Chr. (Ägyptisches Museum Berlin)

Unter Hatschepsut wurde er ihr oberster Architekt, Baumeister, Obervermögensverwalter und damit auch ihr engster Vertrauter. Für die Erziehung ihrer einzig noch lebenden Tochter Neferu-Re war er ebenfalls verantwortlich. Für Hatschepsut baute er wohl die meisten ihrer Bauwerke. Bei der Konstruktion ihres berühmten Totentempels in Deir el-Bahari kopierte er einerseits die Rampe eines anderen, nahegelegenen Tempels, erschuf aber andererseits die Figuren der Kolonnaden und im Tempelinneren eine einzigartige Deckenkonstruktion, so dass der Tempel dem Gewicht des Felsens darüber standhalten konnte.

### Sein Verhältnis zu Hatschepsut
Mit Sicherheit war Senenmut einer der Lieblinge Hatschepsuts, doch es gibt keinerlei Beweise dafür, dass er und die Königin ein Liebespaar waren. Einige Forscher sind jedoch der Meinung, dass dieses der Fall war und Senenmut der leibliche Vater von Neferu-Re gewesen sein könnte. Zumindest eine Statue zeigt ihn zusammen mit Neferu-Re in einer beschützend umarmenden, die Erzieherfunktion übersteigenden, väterlichen Intimität, die zusammen mit weiteren Hinweisen in der Art eine solche Interpretation durchaus zulassen.

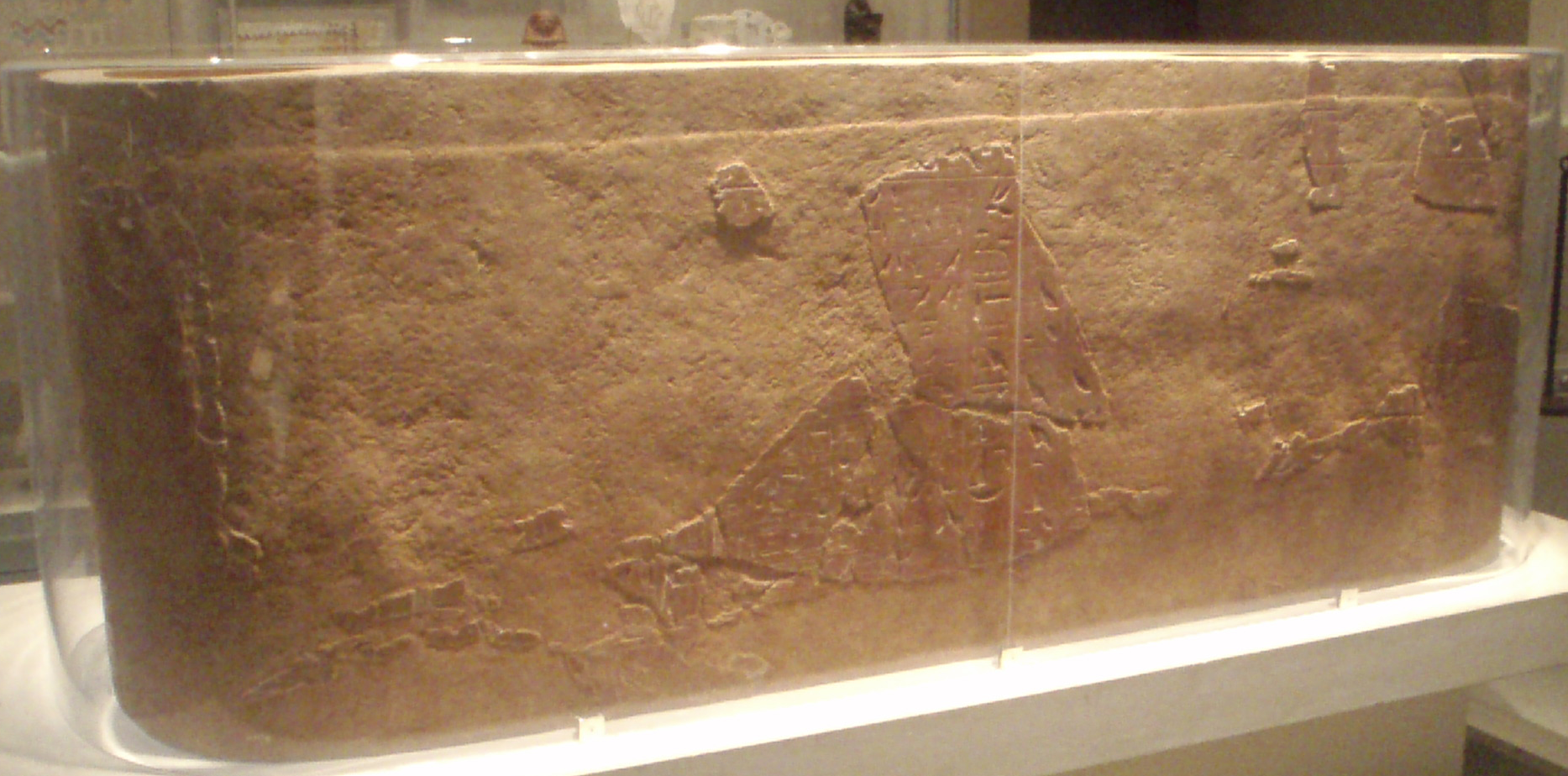
Sarkophag des Senenmut (Metropolitan Museum, New York)

Als Auszeichnung und Beweis ihrer Gunst durfte er ein Grab (TT353) neben Hatschepsuts Totentempel bauen. In dieser Grabanlage führt ein langer Gang direkt unter den zentralen Bereich ihres Totentempels und man kann aus vielen Darstellungen und Inschriften in seiner Grabkammer den Wunsch nach Verewigung seiner großen Verehrung und innigen Hingabe gegenüber Hatschepsut erkennen.
Die Decke seiner Grabkammer schmückt ein astronomischer Kalender, dessen astronomische Konstellationen auf das Jahr 1463 v. Chr. datiert werden konnten. Der in diesem Zusammenhang genannte „Stern des Königs und des Osiris“ kulminierte im Jahr 1463 v. Chr. im Alten Ägypten am 23. und 24. Achet III zur 7. Nachtstunde (Mitternacht) und symbolisierte die Wiedergeburt des Verstorbenen. Diese Darstellung diente mindestens bis in die Ramessidenzeit auf den ramessidischen Sternuhren oft als kopierte Vorlage für Grabdeckendarstellungen. Die im Grab des Senenmut abgebildeten astronomischen Konstellationen wurden taggenau übernommen, obwohl sich die astronomischen Ereignisse im ägyptischen Kalender zwischenzeitlich verlagert hatten.
Das Grab hatte keine oberirdische Kultanlage, die er sich dagegen in Scheich Abd el-Qurna (TT71) erbauen ließ. Diese Anlage ist schlecht erhalten und war mit Malereien dekoriert. Es fanden sich noch Reste der Darstellungen von kretischen Tributbringern.

## Sein Ende
Etwa zur selben Zeit, als Hatschepsuts Tochter Neferu-Re verstarb, wurde Senenmut aller seiner Ämter enthoben und verschwand im 16. Jahr der Herrschaft Hatschepsuts aus dem Blickfeld. Es ist unbekannt, was aus ihm wurde. Nach seinem Tod wurden fast alle Abbilder Senenmuts zerstört. Auch seine Mumie ist bis heute verschollen.